# Daniel Guichard
Daniel Guichard (París, 21 de noviembre de 1948) es un cantautor y productor francés. 

## Trayectoria artística
Daniel Guichard nació en París el 21 de noviembre de 1948, de padre bretón, Henri Guichard (1918-1964), soldador de fábrica y madre de triple origen ruso, polaco y ucraniano, Elvira Bakon (1923-2008). Creció en el barrio de Les Halles, perdió a su padre a la edad de quince años. Poco interesado en los estudios, abandonó el bachillerato en el primer año y se puso a trabajar en Les Halles de París, donde descargaba quesos. Queriendo ser sobre todo cantante, audicionó para varias compañías discográficas y acabó con un contrato con Barclay. Tener un contrato no le permite vivir, por lo que comienza trabajando en estocaje en Barclay, luego actúa por la noche, después del trabajo, en cabarets de Montmartre o Saint-Germain-des-Prés acompañado de un acordeonista que interpreta sus primeras canciones, así como canciones de Aristide Bruant en las que su acento “parigot” mejora. Pero los primeros años de carrera de Daniel Guichard fueron bastante discretos: grabó discos de 1967 (n° 1, C'est parce'que j'suis née à Panam', versiones de Aristide Bruant...) pero tuvo que contentarse con cantar en pequeñas salas o cabarets, y no se reveló hasta principios de los años 1970 gracias al éxito de La tendresse (1972), tema que también grabó en español en adaptación de Augusto Algueró Algueró.    Guichard subió por primera vez al escenario del Olympia de París.
Posteriormente disfrutó de una serie de éxitos con Faut pas verre comme ça (con música de Christophe), Chanson pour Anna (música de Pascal Danel) y el imprescindible Mon vieux (1974), dedicado a su difunto padre, cuya música está compuesta por Jean Ferrat y el primer texto escrito en 1962 por Michelle Senlis, un texto que Daniel Guichard modifica un poco para hacerlo más personal e incluso verdaderamente autobiográfico, pensado como un homenaje a su padre. También en 1974, lanzó un disco con canciones de Édith Piaf, reivindicando en el proceso su identidad como “Parigot”. En 1975 y 1976 volvió a actuar en el Olympia.
En la segunda mitad de los años 1970, Daniel Guichard continuó su camino como cantante popular de temática amorosa, sin embargo, no descuida la canción "comprometida" con su Chanson pour Anna, dedicada a Ana Frank. Guichard es un cantante de variedades a la antigua usanza, que asume su condición de estrella popular con seriedad y sin estridencias. En 1974, se lanzó a la producción con el sello Kuklos, distribuido por Barclay. En 1981, también se lanzó a la distribución, lo que le llevó, por ejemplo, a distribuir al grupo de punk-rock La Souris Déglingué, que también distribuye en paralelo Alain Barrière o Salvatore Adamo.
Sus actividades como productor, sin embargo, no distrajeron a Daniel Guichard de cantar: en 1983 todavía obtuvo grandes éxitos con las canciones Le Gitan (inspirada en su encuentro con el boxeador Pierre-Franck Winterstein), Doucement y Le nez au mur. También grabó versiones de Maurice Chevalier y Charles Trenet. En 2012, tras 20 años de ausencia, lanzó un nuevo álbum titulado Notre histoire. En noviembre de 2012, lanzó una nueva canción bajo el título Combien de fois. Del 14 al 22 de abril de 2012 actuó en el escenario del Olympia de París, y posteriormente del 21 al 25 de noviembre de 2018, demostrando una vez más el vínculo especial que mantiene con ese teatro.

## Discografía

### Álbumes de estudio
- 1969: Le Paname de mes dix ans
- 1972: La tendresse
- 1974: Mon vieux
- 1975: Daniel Guichard chante Édith Piaf
- 1976: Je t’aime tu vois
- 1976: Les chansons que j’aime
- 1976 : Je n'fais rien
- 1977: À quoi bon chercher?
- 1979: Je viens pas te parler d'amour
- 1980: Album 1980
- 1981: T’aimer pour la vie
- 1981: Parlez-moi d'amour
- 1983: Le Gitan
- 1983: Daniel Guichard chante Maurice Chevalier
- 1983: Daniel Guichard chante Charles Trenet
- 1984: J’aimerais
- 1984: Ballade pour un enfant qui dort
- 1985: Si quelqu'un
- 1986: Tournefeuille
- 1989: Pour elle
- 1991: Retour
- 1991: Gamberge
- 2012: Notre Histoire